# Lee Hyun-ji
Lee Hyun-ji (이현지 (); 19 de enero de 1987) es una cantante surcoreana. Ella formó parte del elenco de la primera temporada del programa de variedades We Got Married, que muestra parejas de celebridades surcoreanas simulando como sería su vida si se casaran, su pareja fue Choi Jin Young.